# Shelbourne FC
Shelbourne is een Ierse voetbalclub uit de hoofdstad Dublin.
De club werd in 1895 opgericht en sloot zich in 1904 bij de Irish Football League aan dat toen nog heel Ierland omvatte en speelde 12 jaar in de hoogste klasse. In 1921 was de club een van de stichtende leden van de Football League of Ireland.
De eerste landstitel werd in 1926 binnen gehaald. Er zouden nog vele titels volgen en Shelbourne is na Shamrock Rovers de succesvolste club van het land.
De club speelde al vaak Europees maar kon nog maar weinig potten breken, al werd thuis vaak een gelijkspel behaald. In 1998 stond de club wel 3-0 voor tegen de Glasgow Rangers maar verloor uiteindelijk toch nog met 3-5. In het seizoen 2004/05 was de club het eerste Ierse team dat in de 3de voorronde van de Champions League raakte na eerst het IJslandse KR Reykjavik en het Kroatische Hajduk Split uitgeschakeld te hebben. In de laatste voorronde was het Spaanse Deportivo La Coruña echter een maat te groot.
In 2006 werd de club nog landskampioen, maar moest door financiële problemen een stap terugzetten naar de tweede klasse. In 2011 promoveerde de club terug naar het hoogste niveau. Na twee seizoenen degradeerde de club weer en slaagde er sindsdien in niet meer te promoveren.

## Erelijst
- Landskampioen (14x)

1926, 1929, 1931, 1944, 1947, 1953, 1962, 1992, 2000, 2002, 2003, 2004, 2006, 2024
- FAI Cup (7x)

Winnaar: 1939, 1960, 1963, 1993, 1996, 1997, 2000
Finalist: 1923, 1925, 1944, 1949, 1951, 1962, 1973, 1975, 1995, 1998
- FAI League Cup (1x)

1996
- Irish Cup (nu Noord-Iers toernooi)

Winnaar: 1906, 1911, 1920
Finalist: 1905, 1907, 1908

## Overzichtslijsten

### Eindklasseringen vanaf 1946
| 8 |

| 1 |

| 3 |

| 2 |

| 3 |

| 4 |

| 2 |

| 1 |

| 6 |

| 4 |

| 6 |

| 6 |

| 5 |

| 6 |

| 3 |

| 8 |

| 1 |

| 7 |

| 7 |

| 6 |

| 4 |

| 12 |

| 7 |

| 10 |

| 6 |

| 8 |

| 9 |

| 8 |

| 14 |

| 13 |

| 9 |

| 7 |

| 12 |

| 13 |

| 16 |

| 15 |

| 9 |

| 5 |

| 5 |

| 12 |

| 11 |

| 2 |

| 10 |

| 9 |

| 7 |

| 4 |

| 1 |

| 3 |

| 5 |

| 3 |

| 4 |

| 3 |

| 2 |

| 3 |

| 1 |

| 2 |

| 1 |

| 2 |

| 1 |

| 1 |

| 3 |

| 1 |

| 5 |

| 2 |

| 2 |

| 4 |

| 2 |

| 8 |

| 12 |

| 2 |

| 4 |

| 6 |

| 4 |

| 3 |

| 1 |

| 9 |

| 1 |

| 7 |

| 4 |

| 1 |

| Premier Division | First Division |

Tot 1985 werd voor het 1 niveau de naam League of Ireland gehanteerd en voor het 2e niveau League of Ireland B Division.

### Seizoensresultaten vanaf 2000
| Seizoen | Competitie       | Niveau | Eindstand | FAI Cup      | Opmerking |
| ------- | ---------------- | ------ | --------- | ------------ | --- |
| 1999/00 | Premier Division | I      |           | Winnaar      | >Bohemians FC: 0-0/1-0 |
| 2000/01 | Premier Division | I      | 2         | kwartfinale  | |
| 2001/02 | Premier Division | I      |           | 3e ronde     | Kampioen omdat St. Patrick's Athletic 15 punten in mindering kreeg.                                                                                |
| 2002/03 | Premier Division | I      | 2         | 3e ronde     | 1½ speelronde i.v.m. overgang naar kalenderjaarseizoen                                                                                             |
| 2003    | Premier Division | I      |           | 3e ronde     | Ligatopscorer: Jason Byrne (21) |
| 2004    | Premier Division | I      |           | 3e ronde     | Ligatopscorer: Jason Byrne (25) |
| 2005    | Premier Division | I      | 3         | 2e ronde     | Ligatopscorer: Jason Byrne (22) |
| 2006    | Premier Division | I      |           | 3e ronde     | Ligatopscorer: Jason Byrne (15); Finalist League Cup > Derry City FC: 0-0 (0-1 n.s.); Gedwongen degradatie i.v.m. onoorbare financiële praktijken. |
| 2007    | First Division   | II     | 5         | 2e ronde     | |
| 2008    | First Division   | II     | 2         | 3e ronde     | |
| 2009    | First Division   | II     | 2         | 3e ronde     | halve finale pd-wedstrijden > Sporting Fingal: 1-2                                                                                                 |
| 2010    | First Division   | II     | 4         | 8e finale    | |
| 2011    | First Division   | II     | 2         | Finale       | >Sligo Rovers FC: 1-1 (1-4 n.s.); promotie play-offs > Galway United FC: 0-2/1-2                                                                   |
| 2012    | Premier Division | I      | 8         | halve finale | |
| 2013    | Premier Division | I      | 12        | kwartfinale  | |
| 2014    | First Division   | II     | 2         | 3e ronde     | |
| 2015    | First Division   | II     | 4         | 2e ronde     | |
| 2016    | First Division   | II     | 6         | 2e ronde     | |
| 2017    | First Division   | II     | 4         | 2e ronde     | |
| 2018    | First Division   | II     | 3         | 2e ronde     | Ligatopscorer: David O'Sullivan (15); promotie play-offs > Drogheda United FC: 1-0/1-2 (2-4 n.s.)                                                  |
| 2019    | First Division   | II     | 1         | 1e ronde     | |
| 2020    | Premier Division | I      | 9         | kwartfinale  | competitie na 18 wedstrijden afgebroken i.v.m. coronapandemie; pd-wedstrijd > Longford Town FC: 0-1                                                |
| 2021    | First Division   | II     | 1         | 1e ronde     | |
| 2022    | Premier Division | I      | 7         | Finale       | >Derry City FC: 0-4 |
| 2023    | Premier Division | I      | 4         | 1e ronde     | |
| 2024    | Premier Division | I      |           | kwartfinale  | |
| .       |                  |        |           |              | |

### Shelbourne FC in Europa
Shelbourne FC speelt sinds 1963 in diverse Europese competities. Hieronder staan de competities en in welke seizoenen de club deelnam:
- Champions League (6x)

1992/93, 2000/01, 2002/03, 2004/05, 2005/06, 2025/26
- Europacup I (1x)

1962/63
- Conference League (2x)

2024/25, 2025/26
- Europacup II (4x)

1963/64, 1993/94, 1996/97, 1997/98
- UEFA Cup (6x)

1971/72, 1995/96, 1998/99, 2001/02, 2003/04, 2004/05
- Intertoto Cup (2x)

1999, 2006
- Jaarbeursstedenbeker (1x)

1964/65

## Bekende (Oud-)spelers
- Glen Crowe
- John Delamere
- Tony Dunne
- Curtis Fleming
- Jim Gannon
- Owen Heary
- Wes Hoolahan
- Jimmy Johnstone
- Brad Jones
- Anthony Stokes
- Carel van der Velden

## Records
- Grootste overwinning: 9-0 tegen Pioneers (1922) en 9-0 tegen Bray Unknowns (1926)
- Zwaarste nederlaag: 0-9 tegen Dundalk (1980)
- Grootste Europese overwinning: 4-0 tegen FK Vètra (24 juni 2006)
- Meeste goals in één seizoen: 72 (1922/23)
- Topscorer in één seizoen: 29, Alec Hair (1930/31)
- Snelste hattrick ter wereld: Jimmy O'Connor scoorde op 19 november 1967 zijn 3de goal na 2 minuten en 13 seconden tegen Bohemians